# Tetrasarus pictulus
Tetrasarus pictulus är en skalbaggsart som beskrevs av Bates 1880. Tetrasarus pictulus ingår i släktet Tetrasarus och familjen långhorningar.
Artens utbredningsområde är:
- Costa Rica.
- Honduras.
- Nicaragua.

Inga underarter finns listade i Catalogue of Life.